# Rolf Kutschera

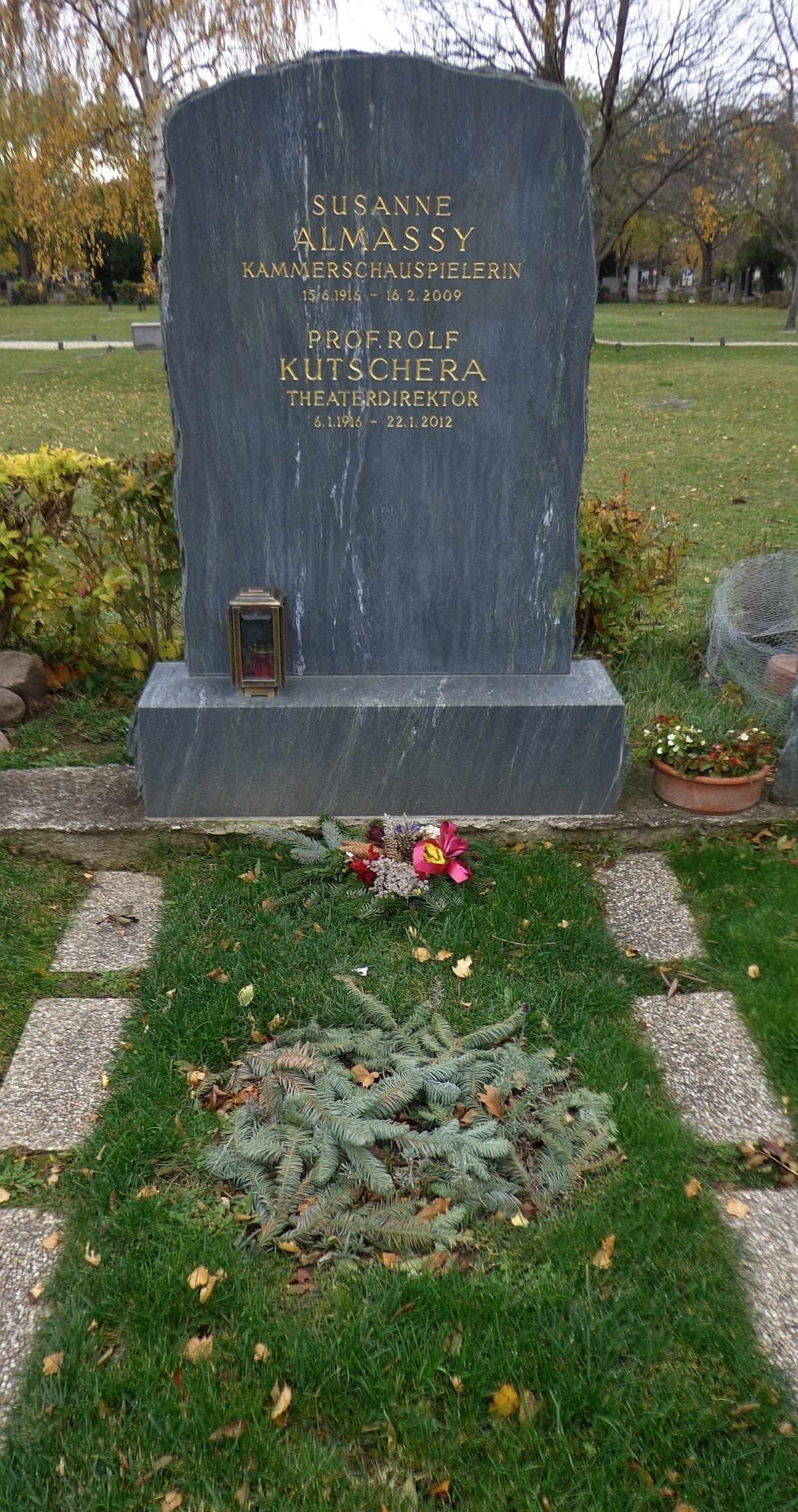
Tumba de Susanne von Almassy y Rolf Kutschera en el Cementerio central de Viena

Rolf Kutschera (6 de enero de 1916 - 22 de enero de 2012) fue un actor y director teatral y cinematográfico austriaco.

## Biografía

### Inicios
Su verdadero nombre era Adolf Kucera, también escrito Adolf Kučera, y nació en Viena, Austria. Antes de dedicarse a la interpretación se formó como carnicero, y su primer trabajo teatral llegó en el Theater an der Wien como Claque.
Rolf Kutschera tomó lecciones de actuación de Rudolf Beer en el Teatro Scala Wien, graduándose en el año 1936. Al principio actuó como pianista, autor de textos y compositor de temas de cabaret y canciones. En 1938 debutó en escena en el Stadttheater Heidelberg con el papel titular de la obra de Goethe Clavigo. Posteriormente tuvo compromisos en el Landestheater Linz (temporada 1939/1940) y en el Volkstheater (Viena) (temporada 1940/1941). Poco después fue reclutado para servir durante la Segunda Guerra Mundial con la Wehrmacht. Sin embargo, formando parte del esfuerzo bélico de los trabajadores culturales, en 1944 pudo volver al Volkstheater, en donde permaneció hasta 1945.

### Período de posguerra hasta 1965
Finalizada la guerra, Kutschera trabajó como autor de revistas y como humorista. Actuó en el Teatro Scala, fue actor y director en el Theater in der Josefstadt, en el Wiener Kammerspiele, el Volkstheater de Viena y el Wiener Bürgertheater. Hasta principios de los años 1950 trabajó en alrededor de 40 papeles en total.
A partir de 1950, Kutschera trabajó principalmente en Berlín como actor y director en el Renaissance-Theater y en el Teatro en Kurfürstendamm. Pronto fue conocido como “Rey del Bulevar” por su trabajo en comedias, aunque también actuó en el Hamburger Schauspielhaus, el Theater am Central de Zúrich y el Komödie im Marquardt de Stuttgart, además de seguir actuando y dirigiendo en el Josefstadt.
Entre las producciones en las que trabajó a principios de los años 1950 figuran Blaubarts achte Frau (de Alfred Savoir, Theater am Central de Zúrich), Lieber nach Afrika (de Noël Coward, Theater am Central de Zúrich), Staatsaffären (de Louis Verneuil, Theater am Central de Zúrich, Renaissance-Theater de Berlín, Komödie Stuttgart y Theater in der Josefstadt), Die ist nicht von gestern (de Garson Kanin), Der Mann des Schicksals (de George Bernard Shaw), Die große Katharina (Schauspielhaus Hamburg), Intimitäten (de Noël Coward, Renaissance-Theater de Berlín y Komödie Stuttgart), Die Cousine aus Warschau (de Louis Verneuil, Renaissance-Theater), Bei Anruf Mord (de Frederick Knott, Komödie Berlin) y Bei Kerzenlicht (de Rudolf Katscher y Karl Farkas, Komödie Berlin y Theater in der Josefstadt).

### „Pionero musical“ en Viena a partir de 1965
Desde abril de 1965 hasta 1983, Kutschera fue director artístico del Theater an der Wien, tiempo durante el cual se responsabilizó de 25 producciones musicales. En esa época colaboró con Robert Jungbluth, y a partir de 1969 con Franz Häußler. La primera obra estrenada bajo su dirección fue Wie man was wird im Leben, ohne sich anzustrengen.
Para sus musicales, los cuales nunca fueron considerados inferiores a las representaciones originales llevadas a cabo en Londres y Nueva York, Kutschera contó con actores austríacos y alemanes como Marika Rökk, Dagmar Koller, Harald Juhnke, Theo Lingen, Josef Meinrad, Marianne Mendt y Fritz Muliar.
Bajo su dirección, en diciembre de 1965 llevó a escena el musical de Broadway How to Succeed in Business Without Really Trying en el Theater an der Wien. Otras de sus producciones fueron El hombre de La Mancha (enero de 1968, con Josef Meinrad, Blanche Aubry y Fritz Muliar), Hello Dolly! (septiembre de 1968, con Marika Rökk), El violinista en el tejado (1969, con Yossi Yadin), Gigi (1974, con Johannes Heesters y Bela Erny) y Die Gräfin vom Naschmarkt, de Kurt Nachmann y Erwin Halletz (1978, con Marika Rökk). Otros éxitos bajo su dirección fueron Jesus Christ Superstar (diciembre de 1981) y Evita (enero de 1981, con Isabel Weicken). Kutschera también escribió Chansons, como por ejemplo Süsse, kleine Frau (texto de Ditta Duna).

### Televisión y cine
Antes de 1945 pudo actuar en algunas producciones cinematográficas de Wien-Film, y tras la guerra fue un activo director y actor, tanto en películas austríacas como alemanas. Bajo su dirección se rodaron Brillanten aus Wien, Die Bekehrung des Ferdy Pistora, el telefilm Das Wunder einer Nacht y la serie Glückliche Reise. Como actor, trabajó en películas como la dirigida por Franz Antel Der Bockerer (1981).

### Vida privada
Rolf Kutschera estuvo casado con la actriz Susanne von Almassy (1916–2009). Él murió en Viena el 22 de enero de 2012, a los 96 años de edad, siendo enterrado el 1 de febrero en el Cementerio central de Viena en una tumba honoraria (Grupo 40, Número 77), junto a su esposa.

## Premios
- 1971 : Título de Profesor
- 1975 : Medalla de oro de la ciudad de Viena
- 1980 : Medalla honorífica de oro de la ciudad de Viena

## Filmografía (selección)
- 1949 : Eins, zwei, drei = aus!
- 1952 : Pension Schöller
- 1953 : Briefträger Müller
- 1955 : Ludwig II. – Glanz und Elend eines Königs
- 1955 : 08/15 Zweiter Teil
- 1955 : Rosenmontag
- 1955 : Der Cornet – Die Weise von Liebe und Tod
- 1956 : Hengst Maestoso Austria
- 1958 : Die Straße
- 1958 : Der Schinderhannes
- 1959 : Mädchen für die Mambo-Bar
- 1959 : Die Gans von Sedan
- 1961 : Qui êtes-vous, Monsieur Sorge?
- 1962 : Die Rebellion
- 1962 : Die Fledermaus
- 1962 : Leutnant Gustl
- 1963 : Schwejks Flegeljahre
- 1963 : Die fünfte Kolonne (serie TV), episodio Null Uhr Hauptbahnhof
- 1966 : In Frankfurt sind die Nächte heiß
- 1981 : Der Bockerer
- 1988 : Ferien auf dem Lande

## Radio
- 1953 : Otto Taussig: Der Fall van der Lubbe, dirección de Franz Josef Engel (Radio Verkehrs AG)